# Julius Kugy Alpine Trail
Der Julius Kugy Alpine Trail ist ein Fernwanderweg in den Südalpen (Südliche Ostalpen). Er ist 720 km lang und führt in 30 Etappen über 45.000 Höhenmeter (im Aufstieg) durch das Bundesland Kärnten in Österreich, die Regionen Savinjska, Gorenjska und Goriška in Slowenien und die Region Friaul-Julisch Venetien in Italien. Der Weg ist nach dem Alpinisten Julius Kugy benannt.

## Geschichte

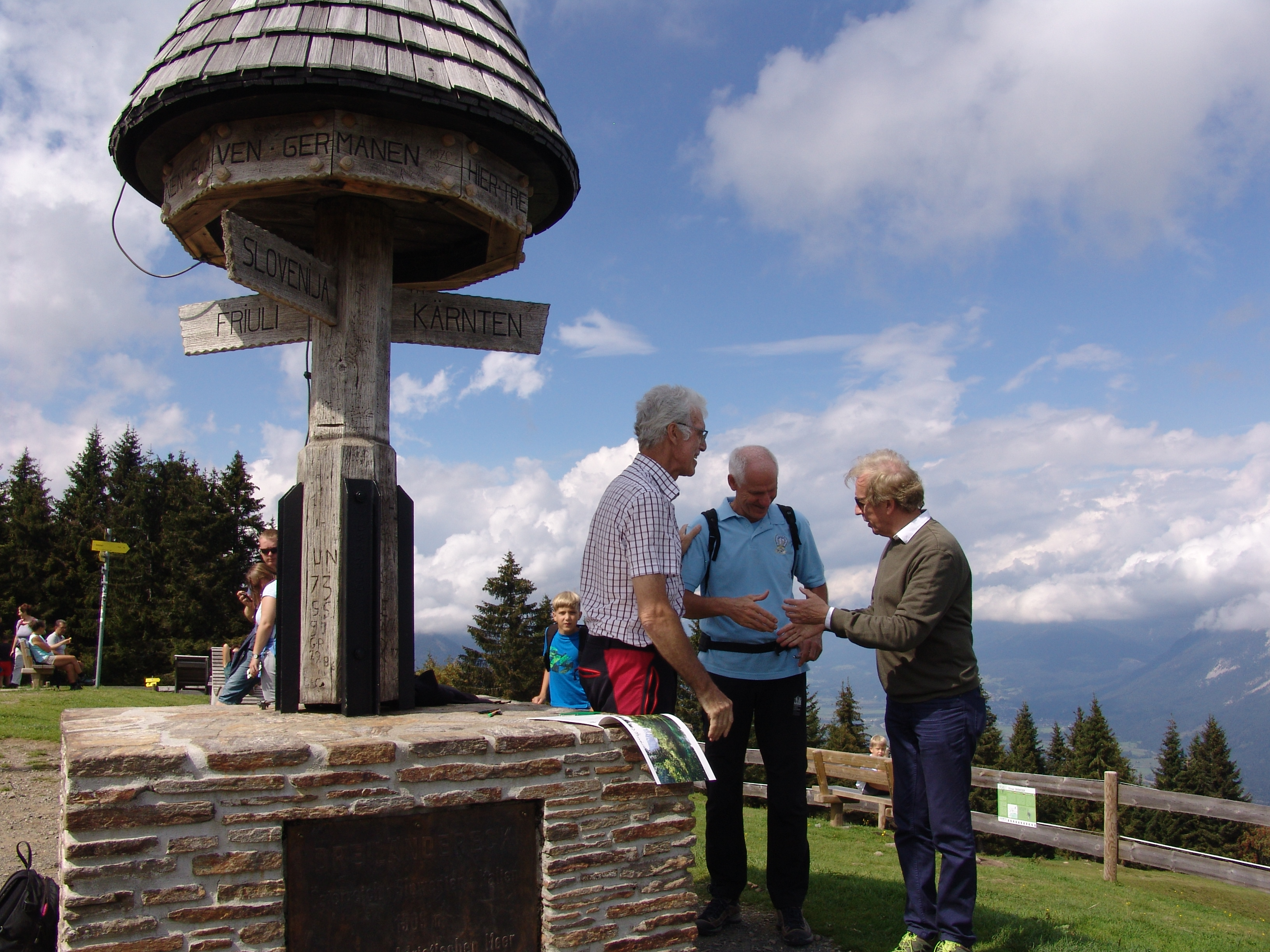
Julius Kugy Alpine Trail: Übereinkommen am Dreiländereck (6. September 2020)

Der Gedanke, einen alle drei Länder umfassenden Weitwanderweg zu planen und zu realisieren, geht auf den in Celje geborenen und in Ljubljana wirkenden Milan Naprudnik (1927–2021) zurück. Er war eine Schlüsselfigur in der Gründungsphase der Internationalen Alpenschutzkommission CIPRA. Die Idee eines gemeinsamen Dreiländerweges (als Rundweg) um Teile der Südalpen wurde erstmals 2004 vom Referenten für überregionale Angelegenheiten des Landesverbandes Kärnten des Österreichischen Alpenvereins, Helmut Lang, konkretisiert. Erst zehn Jahre später, anlässlich des 50-jährigen Jubiläums des ersten Dreiländertreffens der alpinen Vereine, griff man diese gedanklichen Vorarbeiten wieder auf – wohl auch ermuntert durch die 1991 unterzeichnete Rahmenvereinbarung zur Alpenkonvention mit dem touristischen Schwerpunkt der Belebung von Wanderwegen, Schutzhütten und Dörfern. Die erste graphische Konzeption eines Fernwanderweges mit 30 Etappen rund um Teile der Südalpen wurde entworfen. Obwohl danach eine fünfjährige Denkpause folgte, gelang es dem 1. Vorsitzenden der Sektion Klagenfurt, Karl Selden, den Wanderführeranwärter Valentin Wulz zu motivieren, den teilweise anspruchsvollen Rundweg zu begehen, seine Erlebnisse zu dokumentieren und zahlreiche Fotos zu machen. Es folgten intensive Nacharbeiten, die bis 2021 dauerten, um die 30 Etappen in den verschiedenen Kartenwerken als kleine Symbole sichtbar zu machen, in OpenStreetMap einzupflegen und auf Weitwanderplattformen zu veröffentlichen. Zusätzlich wurden acht Erweiterungen (ca. 175 km) und 69 Anbindungen (ca. 1.225 km) entlang der Hauptroute sowie die Montage der Wanderzeichen umgesetzt. Insgesamt gibt es auf der Hauptroute und den Erweiterungen 99 Alternativen und man durchwandert dabei 33 Täler und passiert 52 Übergänge. Seit Sommer 2022 ist der Fernwanderweg mit den Erweiterungen und Anbindungen auf ca. 2.120 km und 151.200 Höhenmeter (im Aufstieg) angewachsen.
Der völkerverbindende Dreiländerweg wurde schon ein Jahr danach auf besondere Weise aufgewertet: Das eingereichte Projekt Julius Kugy Alpine Trail 2.0 - resilienter Wandertourismus wurde im November 2023 von einer vom Bundesministerium für Arbeit und Wirtschaft beauftragten Fachjury im Rahmen des Calls „Unterstützung bei der Entwicklung innovativer Pilotprojekte“ als eines von insgesamt acht Leuchtturmprojekten ausgewählt.
In der Folge wurde die Trail Angels GmbH am 20. Dezember 2023 vom Landesverband Kärnten mit der fachlichen Begleitung des Projekts beauftragt. Durch die Änderung der Gesamtlänge, die Erweiterung auf 51 Etappen und die damit erreichte Verkürzung der täglichen Entfernungen sowie der An- und Abstiege wurde der Julius Kugy-Dreiländerweg auf eine wirtschaftliche Basis gestellt. Damit sollen die Benutzerfreundlichkeit und die Besucherfrequenz erhöht werden.
Als charakteristisches Symbol für diesen völkerverbindenden Fernwanderweg konnte der Landesverband Kärnten den Steinbildhauer Georg Planer gewinnen, der am Fuße des Seekopfs in der Nähe des Julius Kugy-Dreiländerweges aus einem riesigen Felsblock in viermonatiger Arbeit eine Friedensskulptur schuf.

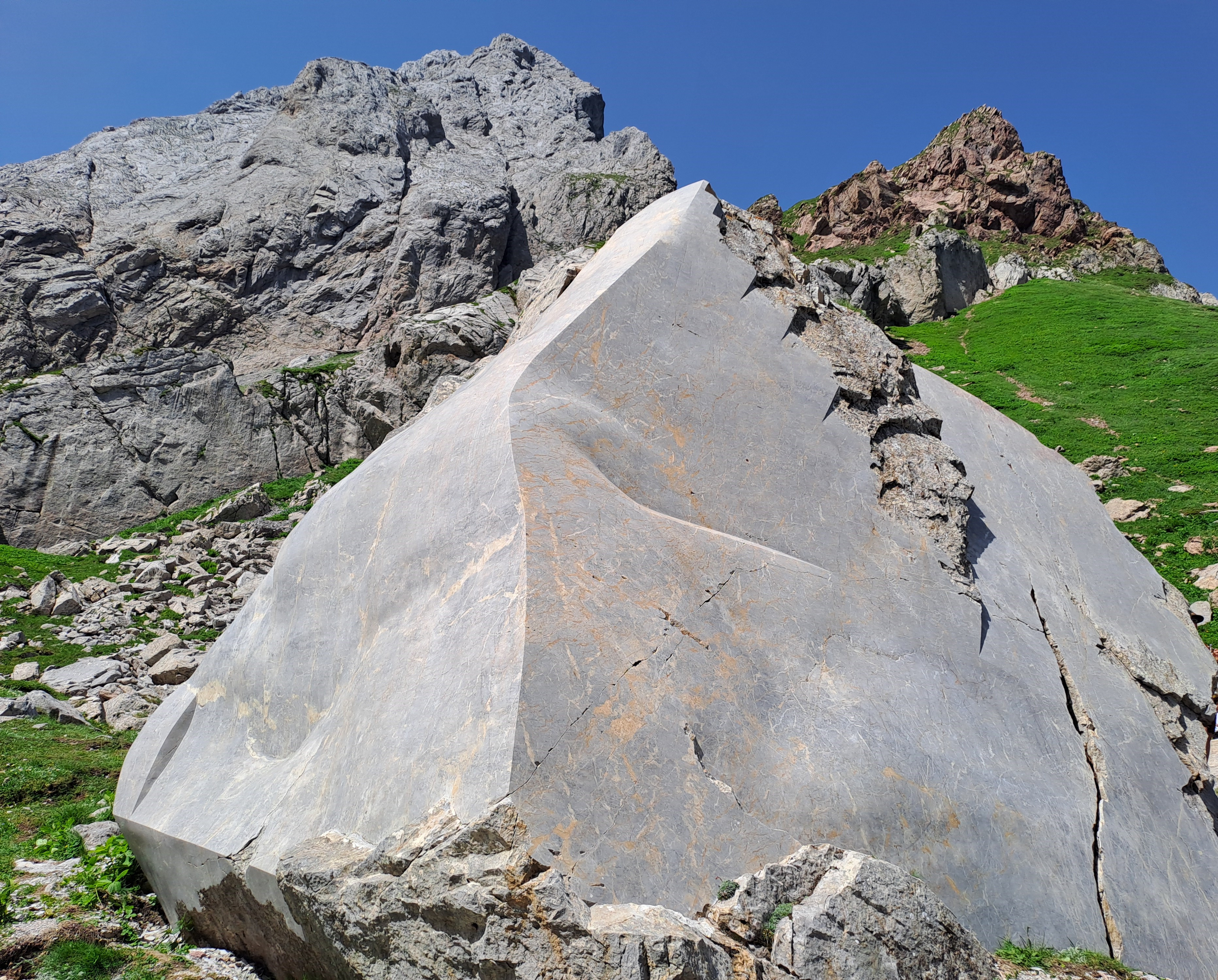
Friedensskulptur am Julius Kugy-Weg – Einweihung im Juni 2024 am Wolayer See

Mit ihrer spiegelglatten Spitze passt sie perfekt zu den beiden anderen markanten Gipfeln, die gemeinsam die alpinen Vereine Kärntens (Vorsitzender Werner Radl), Sloweniens (Präsident Jože Rovan) und Friaul-Julisch Venetiens (Präsident Giovanni Duratti) repräsentieren. Die glatten Oberflächen werden von scharfkantigen Felspartien unterbrochen, die auf Problemzonen der Friedenssicherung hinweisen. Auf der Rückseite hat der Künstler den Bibelspruch „Selig, die Frieden stiften“ in vier Sprachen eingemeißelt. Dompropst Engelbert Guggenberger weihte diese Friedensskulptur und den Julius Kugy Alpine Trail am 29. Juni 2024 im Beisein des Bürgermeisters der Gemeinde Lesachtal, vieler Projektmitarbeiter sowie zahlreicher Funktionäre und Bergwanderer ein.
Nicht nur wegen der Verwechslungsgefahr mit dem Alpe Adria Trail, sondern vor allem wegen der großen Bedeutung des Erschließers der Julischen Alpen, Julius Kugy, war sich das Forum Julius Kugy seit 2019 sicher, dass der Name des Fernwanderweges aus dem Jahr 2014, nämlich Alpe Adria Alpine Tour, in Julius Kugy Alpine Trail umbenannt werden muss.

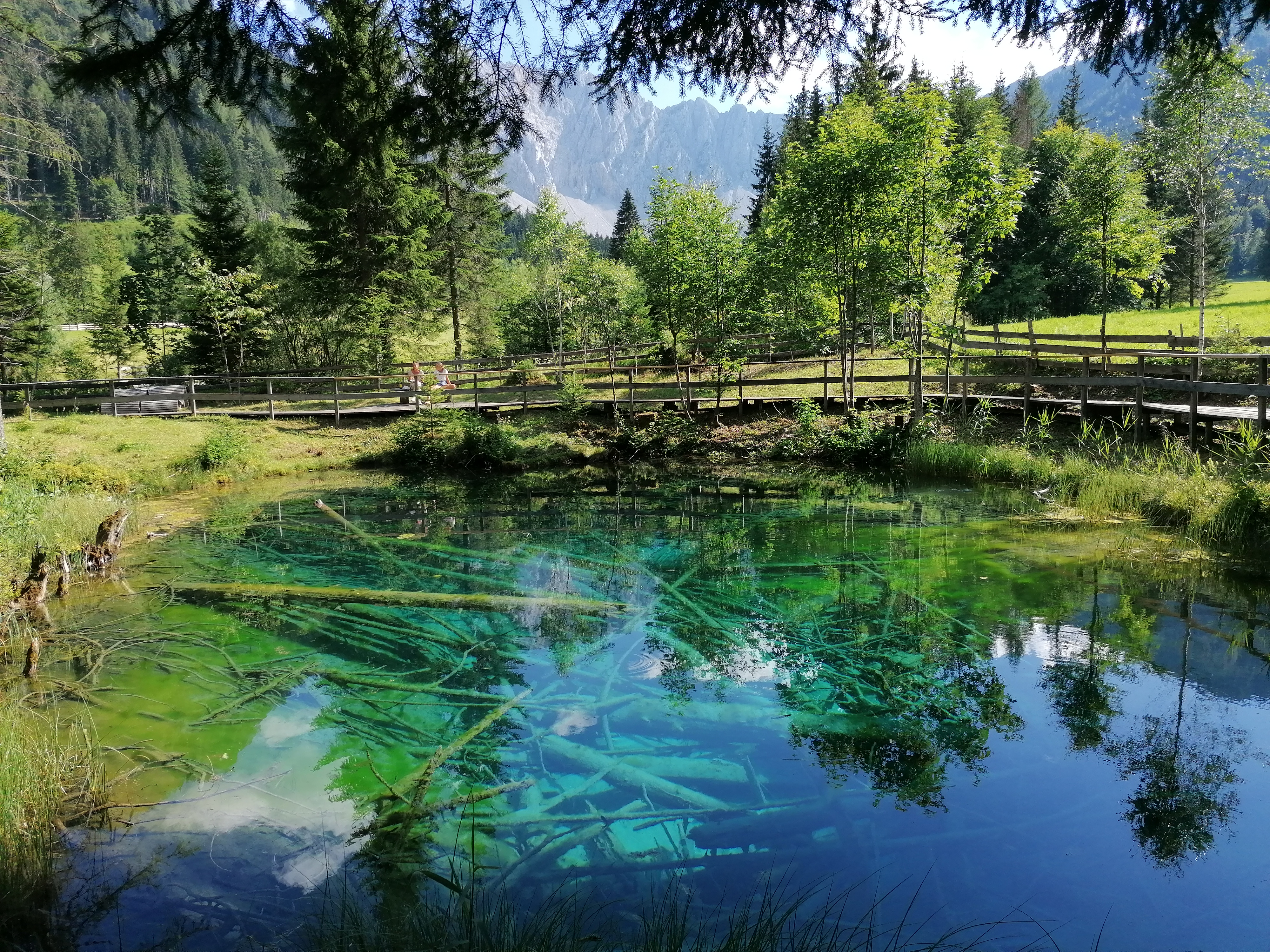
Bodental (Ferlach) mit Meerauge und Vertatscha – Etappe 2

## Besonderheiten

### Kärnten
Von Italien kommend trifft man am Karnischen Hauptkamm auf einen geologischen Lehrpfad, eingebettet in das Naturschutzgebiet Wolayer See und Umgebung sowie auf die Friedensskulptur am Julius-Kugy-Weg (Einweihung im Juni 2024 am Wolayer See). Entlang der Gailtaler Alpen finden sich Museen, die auf die Spuren der Römerzeit, aber auch auf die Tragödie des Ersten Weltkrieges hinweisen. Am Dobratsch-Massiv befinden sich ein erdgeschichtlicher Lehrpfad und ein Alpengarten. – in Villach-Warmbad endet der Gailtaler Höhenweg. Zwischen den nördlichen Vorbergen (Drauzug) und den Südalpen (Karawanken) durchquert man die Naturschutzgebiete Inneres Bodental und Trögerner Klamm – man nähert sich auf dem Kärntner Grenzweg der Petzen bzw. den Steiner Alpen und einem weiteren Schutzgebiet, der Vellacher Kotschna.

### Nordslowenien
Nach der Uschowa (mit der Bärenhöhle) verlässt man die Petzen und nähert sich mit dem Slovenska planinska pot der überwiegend schroffen Hochgebirgsgruppe der Steiner Alpen mit schönen Aussichtspunkten. Auf den sanften Südhängen der Karawanken geht es über die Save in den slowenischen Nationalpark mit dem Triglav-Massiv. Die Region um Kobarid zeigt die Schönheit des Flusses Soča – aber auch einen Blick in die dunkle Vergangenheit mit dem Friedensweg Pot Miru und dem eindringlich an die Geschehnisse des Ersten Weltkrieges erinnernden Museum (einschließlich eines Freilichtmuseums in Kolovrat).

### Friaul-Julisch Venetien
Unterwegs durch die westlichen Dolomiten erreicht man auf dem Sentiero Italia (S.I.) über den Matajur und den Fluss Natisone den Parco Naturale delle Prealpi Giulie bzw. das Resiatal mit dem Scherenschleifermuseum in Stolvizza. Nach dem Mineralienmuseum in Resiutta und der Überquerung des Canal del Ferro durchwandert man die verlassenen Dörfer und das Bergdorf Illegio mit seinen weithin bekannten Ausstellungen. Im Hauptort der historischen Region Karnien Tolmezzo mit zwei Museen und dem archäologischen Park in Zuglio, trifft man im Val Degano auf das Museum Pieve di Gorto. Bevor man den Karnischen Hauptkamm mit dem Wolayer See erreicht, durchquert man das Val Pesarina mit dem Uhrmacherdorf Pesariis.

## Wanderzeichen

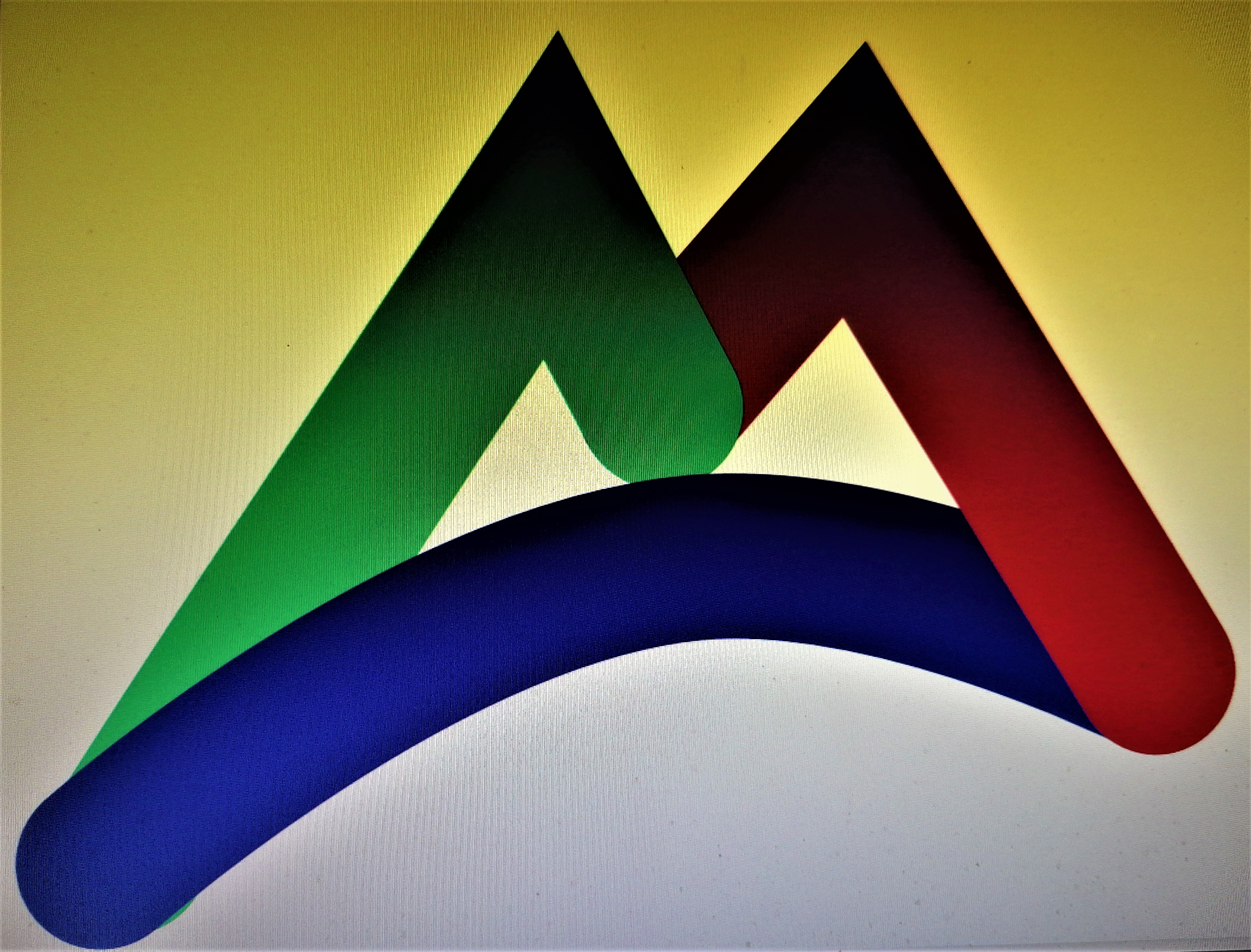
Auf den Wegweisern entlang des Julius-Kugy-Alpine-Trail wird das kleine Logo aufgeklebt

Das kleine Wanderzeichen zeigt die drei Landesfarben Kärntens (rot), Sloweniens (blau) und Italiens (grün) und symbolisiert zusätzlich alpine und mittelgebirgige Höhenstufen bzw. den ständigen Wechsel von Berg- und Tallandschaft. Entworfen wurde es von Horst Juan von satz&druck. In diesem Logo sind auch die Anfangsbuchstaben A(lpen) und V(erein) sichtbar.
Es wurde 2020 im Kärntner Wanderabschnitt als Aufkleber auf bestehenden Wegweisern in Höhe des Wanderziels (meist im Uhrzeigersinn) angebracht.
Das große Wanderzeichen besteht aus drei Gestaltungsebenen (Grafik siehe Anfang des Titels):
1. das Kugy-Denkmal im Nationalpark Triglav mit Bergmassiv – umrahmt von sechs Worten: »Three countries alpine forum Julius Kugy«. Der Entwurf stammt von Miro Eržen aus Slowenien.
2. Von links die alpinen Vereine: Planinska zveza Slovenije, Club Alpino Italiano Friuli Venezia Giulia und der Österreichische Alpenverein (Landesverband Kärnten).
3. Der QR-Code (hier in rot für Kärnten) enthält alle Informationen, immer bezogen auf die jeweilige Etappe[6]

Dieses große Wanderzeichen wird – gemeinsam mit dem kleinen Aufkleber – im Jahr 2020 auf den Kärntner Etappen E 25 (Wolayersee Hütte) bis Etappe 4, Abschnitt 1 (Uschowa, Bärenhöhle) an den bestehenden Wegweisersäulen angebracht. Ab 2022 werden auch in Nordwestslowenien und ab 2024 in Friaul-Julisch Venetien Wanderzeichen an wichtigen Wanderkreuzungen aufgestellt.

## Verlauf der Hauptroute
Der Dreiländerweg kann als Rundwanderung von verschiedenen Tal- bzw. Passhöhen aus begonnen werden. Im Uhrzeigersinn sind dies: Villach-Warmbad, Faak am See, Bad Eisenkappel, Luče, Zgornje Jezersko, Tržič, Mojstrana, Kobarid, Stupizza, Resiutta, Moggio Udinese, Tolmezzo, Ovaro, Sàuris di Sotto, Prato Carnico, Rigolato, Gailbergsattel, Windische Höhe und Windischgraben.
Der Julius-Kugy-Alpin-Trail ist mit ca. 720 km und 45.000 Hm ein grenzüberschreitender, völkerverbindender Fernwanderweg. Über die Hauptroute mit ihren 30 Etappen hinaus können konditionsstarke und alpin erfahrene Fernwanderer die Besonderheit dieser (Teil-)Umrundung der Südalpen mit zusätzlichen acht Erweiterungen und 69 Anbindungen mit ca. 1.400 km und 106.200 Hm (im Aufstieg) erkunden. Zusammen mit der Hauptroute und den Erweiterungen bietet dieser Weg dem Fernwanderer auf ca. 465 km Pfaden und Naturwegen sowie drei Kilometern seilgesicherten Steigen einen abwechslungsreichen, wenn auch anspruchsvollen Wechsel von Mittelgebirgs- und Hochgebirgsstufen. Er führt durch sechs Städte und 50 Dörfer, überschreitet – im Sinne der „Berge der Freundschaft“ – 24 Berge und 56 Übergänge bzw. Sättel, durchquert 28 Täler, einen Nationalpark und sieben Naturschutzgebiete. An speziellen Wegpunkten weist er auf insgesamt 67 Alternativen bzw. Erleichterungen, aber auch auf Schutzhütten (17, mit Erweiterungen: 20) und Unterkünfte (13) hin.
Dieser Fernwanderweg ist auch Teil bedeutender Fernwanderwege wie dem Südalpenweg 03, dem Slovenska planinska pot 01, der Via Alpina, dem Sentiero Italia und dem Alpe Adria Trail – aber auch des lokalen Friedensweges „Pot Miru“ oder des hochalpinen Gailtaler Höhenweges.
Der Rundwanderweg beginnt im Villacher Feld, nähert sich der Nordseite der Karawanken und führt nördlich des Koschuta-Massivs zum Naturschutzgebiet Inneres Bodental und durch die Trögerner Klamm. An der Südseite der Uschowa überschreitet er die Grenze zu Slowenien, durchquert die anspruchsvollen Steiner Alpen und erreicht die Südseite der Karawanken. Durch den einzigen Nationalpark Sloweniens mit dem Triglav („Dreikopf“) und vorbei an mehreren Seen bzw. Teichen trifft er kurz vor dem Sočatal auf den Friedensweg „Pot Miru“, der an den Ersten Weltkrieg erinnert. Im italienischen Teil führt der Fernwanderweg vom Freilichtmuseum Kolovrat entlang der Julischen und Karnischen Voralpen und Täler hinauf zum Karnischen Hauptkamm mit dem Wolayer See, der bereits in Kärnten liegt. Der Trail endet – nach Überwindung der konditionell und trittspezifisch anspruchsvollen Gailtaler Alpen – an den östlichen Ausläufern der Villacher Alpe.

### Karawanken-Nordseite, E 1 – E 4

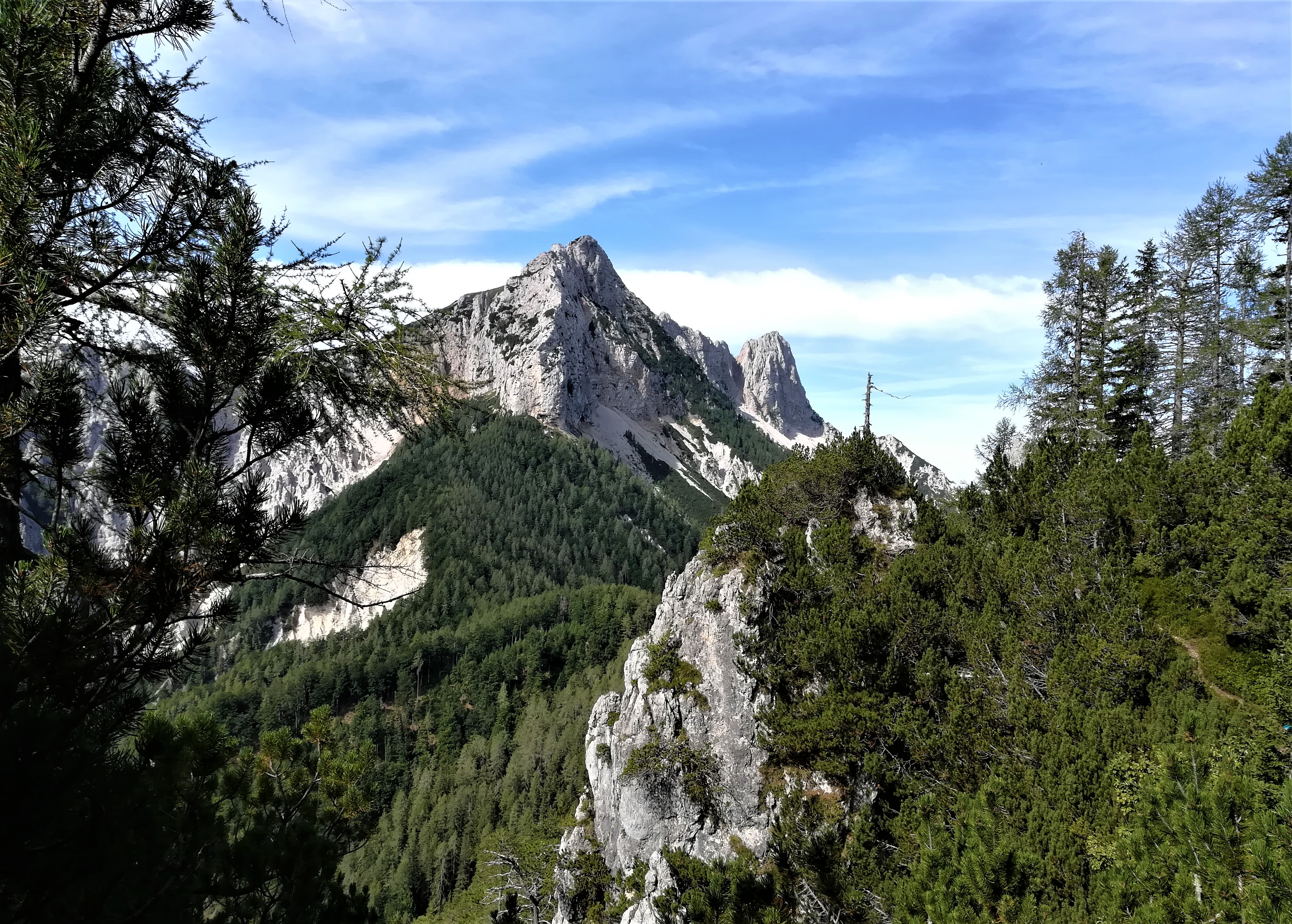
Vom Kališnikturm: Blick auf die Dicke Koschuta und den Koschutnikturm – Etappe 3

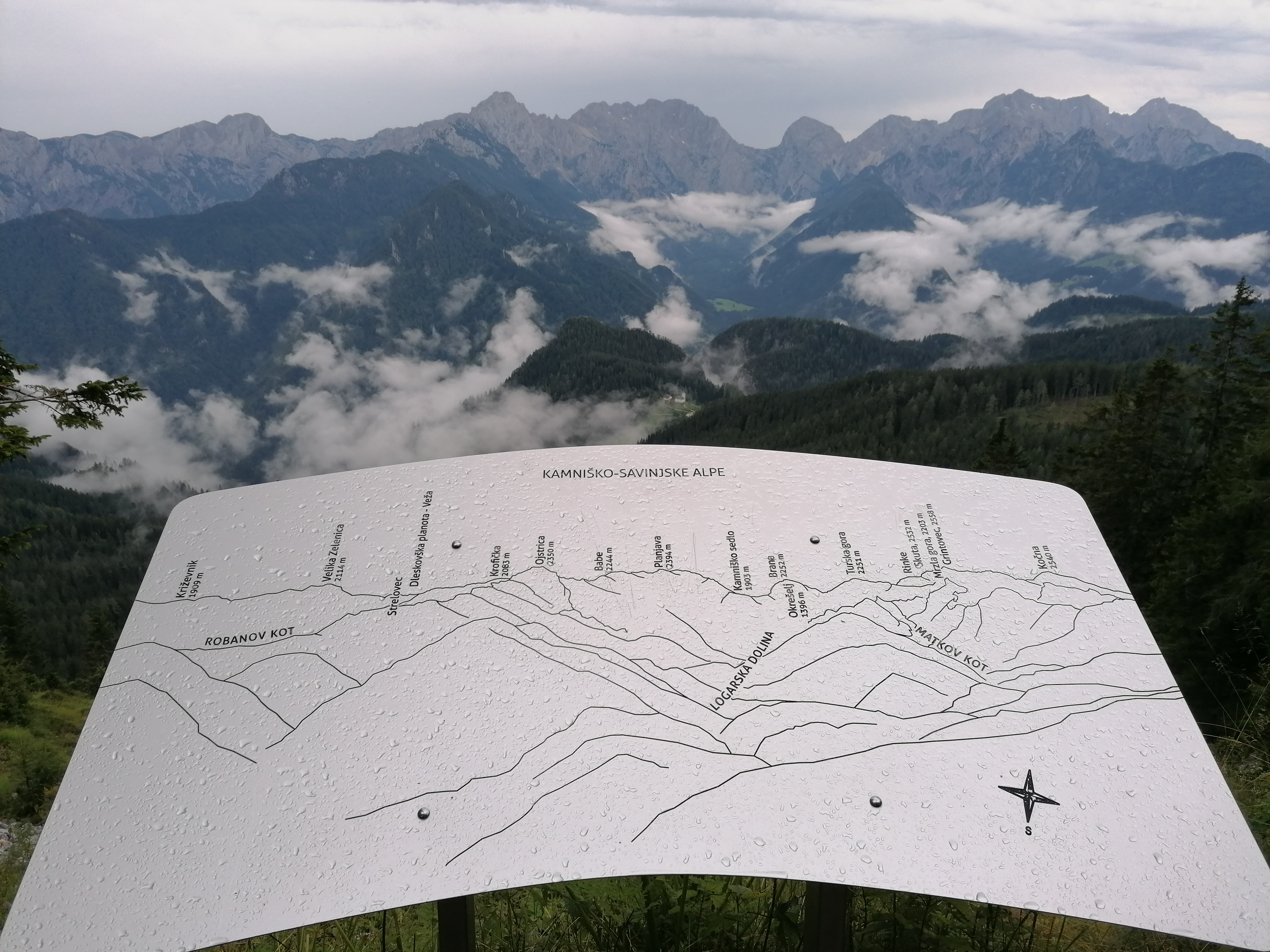
Blick von der Uschowa (Bärenhöhle) auf die Steiner Alpen – Etappe 4

Etappe 1Mittelschwere Bergwanderung von der Bertahütte (1525 m) über Matschach (652 m) und Stouhütte (975 m) zur Klagenfurter Hütte (1664 m).
Etappe 2Anstrengende Bergwanderung von der Klagenfurter Hütte (1664 m) durch das Loibltal, über den Eselsattel (1170 m), den Hainschgraben und den Pischenzasattel (1392 m) zum Koschutahaus (1280 m).
Etappe 3Anstrengende Bergwanderung vom Koschutahaus (1280 m) über den Potoksattel (1411 m), den Schaidasattel (1068 m), die Trögerner Klamm und den Pasterksattel (1401 m) zum Christophorusfelsen (795 m) im Vellachtal.
Etappe 4Anspruchsvolle Bergwanderung von Christophorusfelsen im Vellachtal (795 m) über den Pastirksattel (1439 m), die Uschowa (1929 m), die Koča na Grohotu pod Raduho (1460 m) zur Koča na Loki pod Raduho (1545 m).

### Kamniško-Savinjske-Alpe, E 5 – E 7
Etappe 5Anstrengende Bergwanderung von der Koča na Loki pod Raduho (1545 m) über Luče (513 m), die Planina Vodole (1578 m), dem Kocbekov dom na Korošici (1808 m) und den Srebnro sedlo (2115 m) zur Kamniška koča (1864 m).
Etappe 6Anspruchsvolle Bergwanderung von der Kamniška koča (1864 m) über den Frischautov dom na Okrešlju (1396 m), den Savinjsko seldo (2005 m) und die Češka koča (1542 m) nach Zgornje Jezersko (880 m).
Etappe 7Anspruchsvolle Bergwanderung von Zgornje Jezersko (880 m) über die Jekerica (994 m), den Bašeljiski preval (1620 m), den Storžič (2132 m) und die Koča na Krški gori (1471 m) nach Tržič (515 m).

### Karavanke južna stran, E 8 – E 9

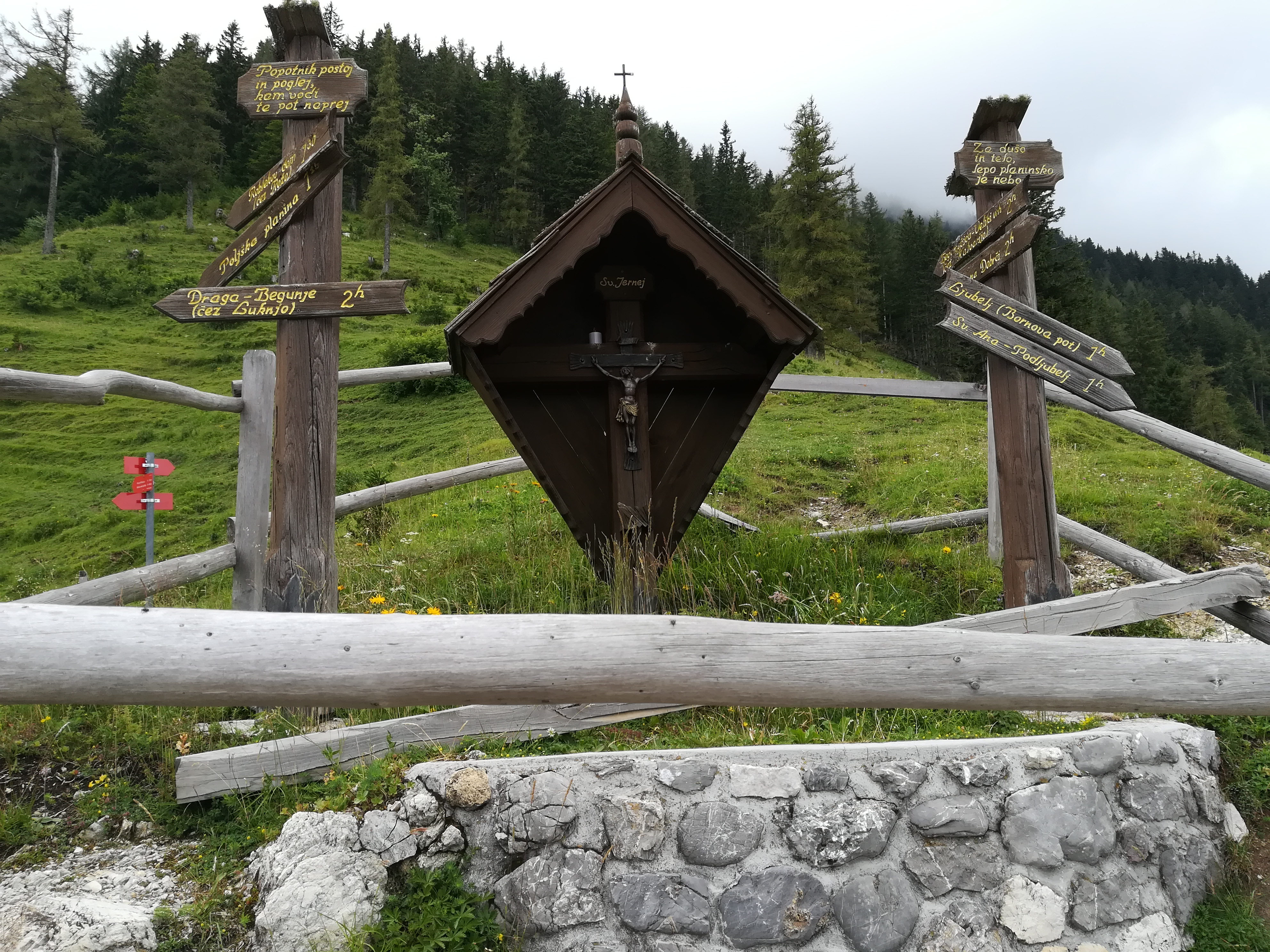
Wanderzeichen mit Wegkreuz nördl. der Koča na Prevalu – Etappe 8

Etappe 8Mittelschwere Bergwanderung von Tržič (515 m) über Brezje pri Tržiču (700 m), die Koča na Dobrči (1478 m), die Koča na Prevalu (1311 m) und die Tomčeva koča (1180 m) zum Valvasorjev dom pod Stolom (1181 m).
Etappe 9Mittelschwere Bergwanderung vom Valvasorjev dom pod Stolom (1181 m) über den Dom Pristava v Javorniškem Rovtu (975 m), die Planina pod Golico (940 m) und den Rosenbachsattel (1687 m) nach Mojstrana (651 m).

### Triglavski narodni park, E 10 – E 13

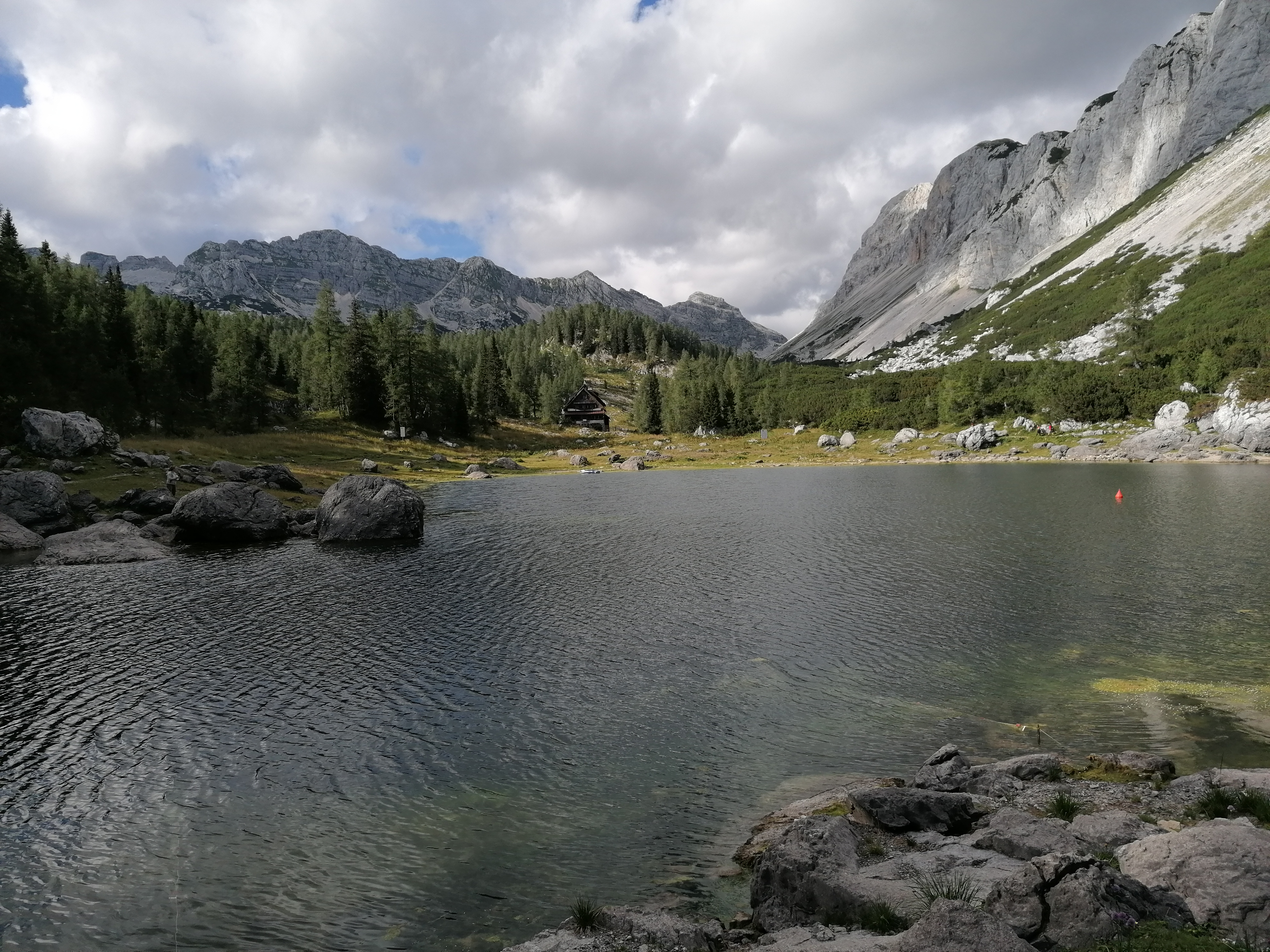
Koča pri Triglavskih jezerih, umgeben von Bergen und Seen – Etappe 11

Etappe 10Mittelschwere Bergwanderung von Mojstrana (651 m) über Kovinarska koča v Krmi (870 m) und Konjski preval/sedlo (2020 m) zum Vodnikov dom na Velem polju (1817 m).
Etappe 11Anstrengende Bergwanderung vom Vodnikov dom na Velem polju (1817 m) über den Konjski preval (2020 m), den Dom Planika pod Triglavom (2401 m), die Koča na Doliču (2151 m) und die Zasavska koča na Prehodavcih (2071 m) zur Koča pri Triglavskih jezerih (1685 m).
Etappe 12Mittelschwere Bergwanderung von der Koča pri Triglavskih jezerih (1685 m) über die Koča pod Bogatinom (1513 m), den Bogatinsko sedlo (1805 m), den Krnsko jezero (1389 m), und den Krnrücken zum Gomiščkovo zavetišče na krnu (2189 m).
Etappe 13Mittelschwere Bergwanderung vom Gomiščkovo zavetišče na krnu (2189 m) über die Koča na planini Kuhinja (991 m), Drežnica (540 m) und Slap Kozjak (255 m), Kobarid (238 m) und Kolovrat (1080 m) zum Rifugio Solarie (956 m).

### Prealpi Giulie, E 14 – E 18

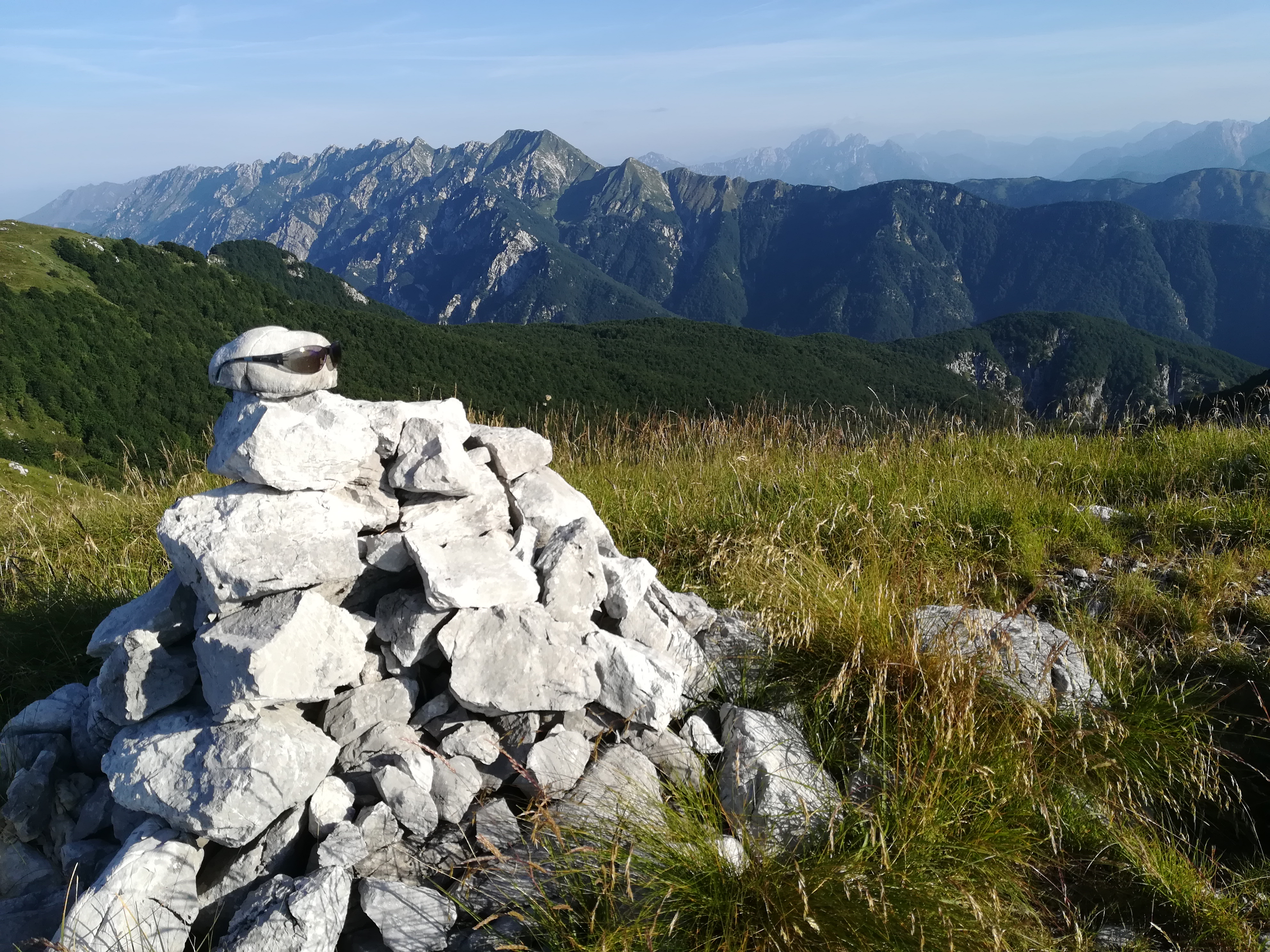
Von der Punta di Montemaggiore zum Monte Zaiavor – Etappe 18

Etappe 14Mittelschwere Bergwanderung vom Rifugio Solarie (956 m) über M. Nachnoi (1194 m), Topolò (532 m), Cepletischis (555 m), Casoni Gnivza (910 m) und Matajur (1642 m) zum Rifugio Pelizzo (1325 m).
Etappe 15Mittelschwere Bergwanderung vom Rifugio Pelizzo (1325 m) über S. Lorenzo (850 m), Stupizza (198 m), Montefosca (725 m) und Prossenicco (545 m) zur La Vrata Gialla in Montemaggiore (790 m).
Etappe 16Mittelschwere Bergwanderung von Montemaggiore (790 m) über die Punta di Montemaggiore (1613 m), den Passo di Tanamea (851 m), die Bocchetta di Zaiavor (1608 m) und Santa Anna di Carnizza (1086 m) zur Baita al Taj (1080 m).
Etappe 17Mittelschwere Bergwanderung von der Baita al Taj (1080 m) über den Monte Urazza (1522 m), den Monte Guarda (1720 m), Berdo di Sopra (1275 m), die Ricovero Casera Canin (1443 m) und Coritis (651 m) zur Casa Vacanza Quaglia Vilma in Stolvizza (587 m).
Etappe 18Mittelschwere Bergwanderung von der Casa Vacanza Quaglia Vilma in Stolvizza (587 m) über Monte Calcano (1490 m), Baita Sagata (811 m) und Stallo Rastie (770 m) zum Albergo Canin in Resiutta (316 m).

### Prealpi Carniche, E 19 – E 24

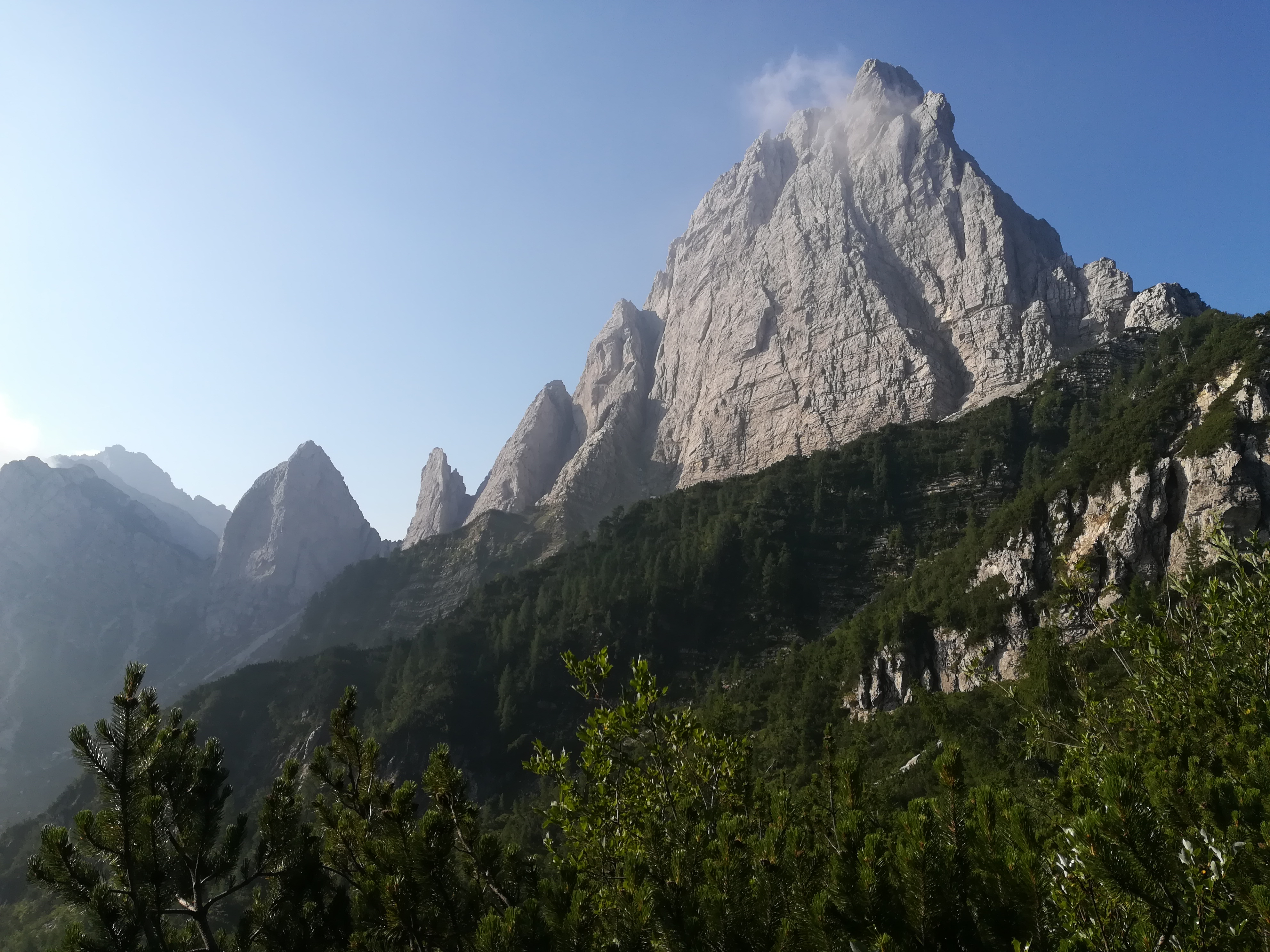
Monte Sernio (rechts), Torre Nuviernulis und Forca Nuviernulis – Etappe 20

Etappe 19Mittelschwere Bergwanderung vom Albergo Canin in Resiutta (316 m) über Moggio Udinese (373 m), Moggessa di Là (550 m) und westl. Grauzaria (580 m) zum Rifugio Grauzaria (1250 m).
Etappe 20Mittelschwere Bergwanderung vom Rifugio Grauzaria (1250 m) über Rifugio Monte Sernio (1490 m), Pra di Lunge (918 m) und Illegio (577 m) nach Tolmezzo/Albergo Roma (319 m).
Etappe 21Mittelschwere Bergwanderung von Tolmezzo/Albergo Roma (319 m) über Zuglio/Archäologisches Museum (402 m), Pieve di San Pietro in Carnia (749 m), zur Malga Gauda (1413 m) und zum Monte Arvenis/Forcella (1845 m) nach Ovaro/Locanda Alpedale (525 m).
Etappe 22Mittelschwere Bergwanderung von Ovaro/Locanda Alpedale (525 m) über Mione (704 m), den Passo della Forcella (1795 m) und dem Rifugio Casera Losa (1765 m) zum Rifugio Eimblatribn (1441 m).
Etappe 23Mittelschwere Bergwanderung vom Rifugio Eimblatribn (1441 m) über Sàuris di sotto (1207 m), die Casera Pièltinis (1477 m) und die Casera Vinadia grande (1734 m) nach Pesariis (758 m).
Etappe 24Anstrengende Bergwanderung von Pesariis (758 m) über Prato Carnico (670 m), den Monte Talm (1728 m), Rigolato (755 m), Givigliana (1105 m), die Sella Bioichia (1697 m) und das Rifugio Tolazzi (1350 m) zur Wolayersee Hütte (1967 m).

### Karnische Alpen, nördlich, E 25
Etappe 25Mittelschwere Bergwanderung von der Wolayersee Hütte (1967 m) über die Wolayer Alm/Hubertuskapelle (1110 m), Wodmaier (990 m), St. Jakob im Lesachtal (942 m) und Rötenkreuz (1290 m) zum Gasthof Die Gailberghöhe (978 m).

### Gailtaler Alpen, E 26 – E 30

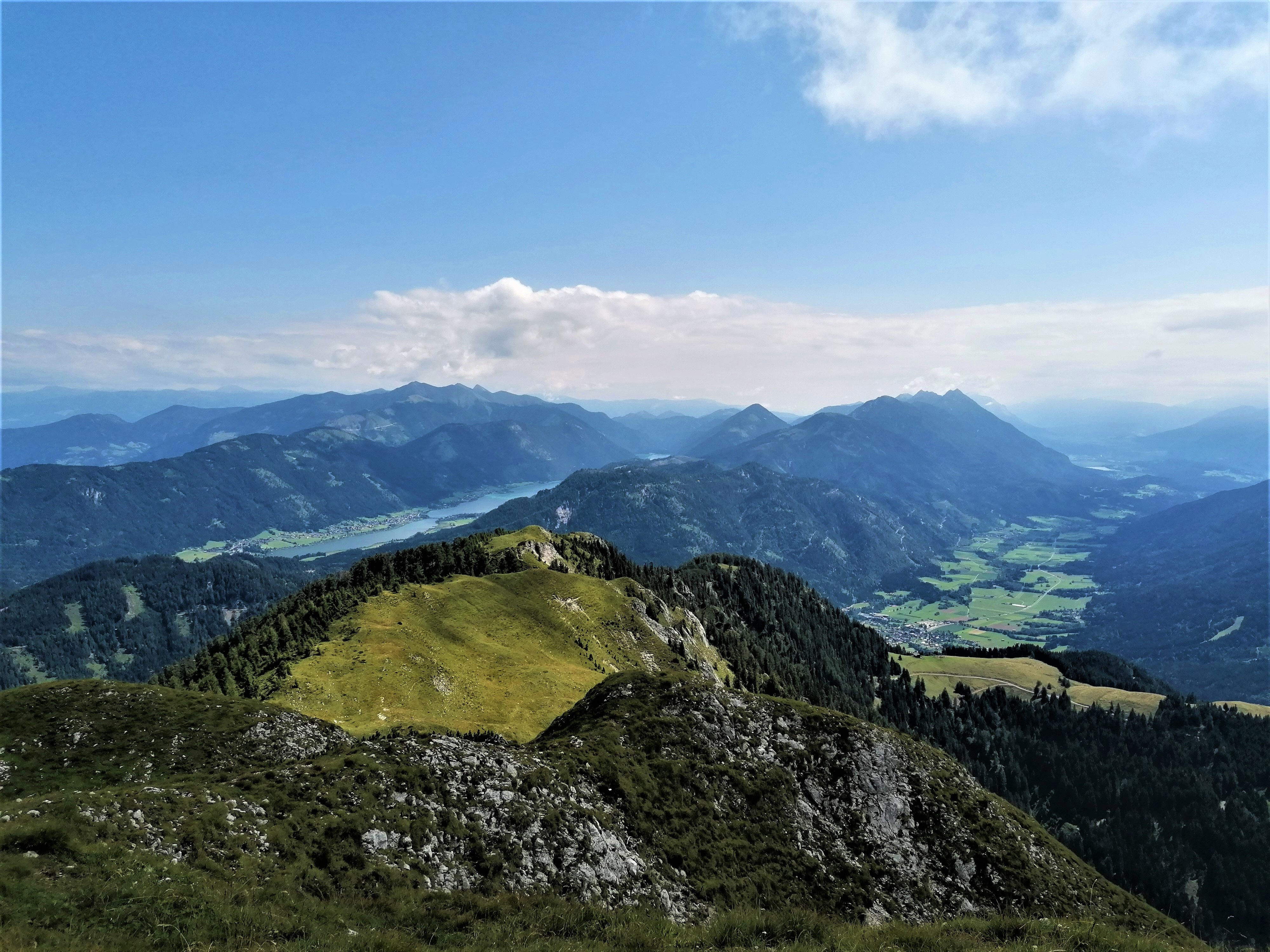
Blick vom Sattelnock auf den Weißensee und auf das Gitschtal – Etappe 27

Etappe 26Anstrengende Bergwanderung vom Gasthof Die Gailberghöhe (978 m) über den Jukbichl (1889 m) zur Jauken Hütte (1994 m), zum Jaukensattel (1630 m), zum Reißkofel (2347 m) und Köfele Törl (2140 m) zur E.T.-Compton-Hütte (1585 m).
Etappe 27Mittelschwere Bergwanderung von der E.T.-Compton-Hütte (1585 m) über die Schaflerhöhe (2020 m), den Sattelnock (2033 m), die Weißbriacher Hütte (1567 m), Weißbriach (790 m) und St. Lorenzen im Gitschtal (720 m) zur Kohlröslhütte (1533 m).
Etappe 28Sehr schwere Bergwanderung von der Kohlröslhütte (1533 m) über den Golz (2004 m), die Laudinzenhütte (1680 m), den Spitzegel (2119 m), Vellacher Egel (2108 m) und die Köstendorfer Alm (1466 m) zum Naturgut in Matschiedl (870 m).
Etappe 29Mittelschwere Bergwanderung vom Naturgut in Matschiedl (870 m) über Windischgraben (924 m), „Kalter Brunn“ (1108 m) und Kuhriegel (1987 m) zum Dobratsch-Gipfelhaus (2146 m).
Etappe 30Mittelschwere Bergwanderung vom Dobratsch-Gipfelhaus (2146 m) über die Aichingerhütte (1690 m), das Gasthaus Hundsmarhof (1000 m), Villach-Warmbad (497 m), Faak am See (555 m) und den Martinihof (783 m) zur Bertahütte (1567 m).

## Varianten zur Hauptroute
Mit den Erweiterungen und Anbindungen bietet der Julius Kugy-Alpine Trail weitere Wanderwege mit ca. 1.400 km und 106.200 Hm im Aufstieg.
Die Erweiterungen dienen der Lenkung der Besucherströme (Nationalpark Triglav), der Erschließung weiterer interessanter Wanderwege (Südliche Karnische Alpen) und der Umgehung schwieriger Wanderabschnitte (Gailtaler Alpen) – ein Beispiel pro Land:

### Erweiterungen

#### Triglavski narodni park, E 11A
Mittelschwere Bergwanderung von der Planinska koča na Uskovnici (1154 m) über Planina Krstenica, Planina v Lazu (1633 m), die Koča na Planini pri Jezeru (1453 m) und den Črno Jezero zur Koča pri Triglavski jezerih (1685 m).

#### Prealpi Carniche, E 23B
Mittelschwere Wanderung vom Rifugio Monte Ferro (1563 m) über die Laghi d’Olbe (2153 m), Passo del Mulo (2356 m), Sella Franza (2180 m), Rifugio Sorgenti del Piave (1830 m), den Passo Avanza (1727 m) und die Fienili di Sésis (1628 m) zum Rifugio Piani del Cristo (1410 m).

#### Gailtaler Alpen, E 26A
Mittelschwere Bergwanderung vom Gasthof Die Gailberghöhe (971) über das Reißkofelbiwak (1816 m), Gasthof Reißkofelbad (985 m), die Gregorihütte (1490 m) und das Köfele Törl (2130 m) zur E.T.-Compton-Hütte (1590 m).

### Anbindungen
Die Anbindungen an die Hauptroute und weiter zu den Schutzhütten und Unterkünften, meist vom Tag zum Berg, verfolgen das Ziel einer konsequenten Nutzung öffentlicher Verkehrsmittel unter der Woche. So kann die Hauptroute bei jeder Etappe im oder gegen den Uhrzeigersinn begonnen werden. Auf diese Weise entstanden 64 Tagesetappen für die Hauptroute und fünf weitere für die Erweiterungen, wodurch die Hauptroute um 1.230 km verlängert wurde. Die Etappenbeschreibungen wurden auch auf www.alpenvereinaktiv.com bzw. OpenStreetMap platziert und mit Hinweisen zur „Anreise“ verlinkt – ein Beispiel pro Land:

#### Karawanken Nordseite
Anstrengende Bergwanderung vom Ferlach Busbahnhof (Sparkassenplatz) (500 m) durch die Tscheppaschlucht und Zustieg über den Deutschen Peter (711 m), den Eselsattel (1175 m), den Hainschgraben und den Pischenzasattel (1392 m) zum Koschutahaus (1280 m).

#### Triglavski narodni park
Mittelschwere Bergwanderung von der Haltestelle Stara Fužina (893 m) über Lom (1139), Planinski koča na Uskovnici-Uskovnica-Kapela na Uskovnici, westlich Mesnova glava und Planina Spodnji Tosc zum Vodnikov dom na Velem polju (1817 m).

#### Prealpi Carniche
Mittelschwere Bergwanderung von der Haltestelle Moggio Udinese Centro (319 m) über Borgo Travasàns-südwestl. Maseriis, Borgo di Mezzo und Zustieg über Badiuz, Grauzaria (580 m), Fur pai Gravons, Lotz de la Picciule Cengle und Casera Flop zum Rifugio Grauzaria (1250 m).